# Orde voor Dapper Werk in de Mijnen
De Orde voor Dapper Werk in de Mijnen (Oekraïens: орден  "За  доблесну  шахтарську  працю", Orden “Za doblesnu sjachtarskoe pratsjoe") is een onderscheiding van Oekraïne.
De orde werd op 2 september 2008 ingesteld onder president Viktor Joesjtsjenko en kan worden verleend aan mijnbouwarbeiders die betrokken zijn bij de winning van steenkool, ijzererts, ferro- en zeldzame metalen, mangaan- en uraniumerts, en aan mijnbouwarbeiders die voltijds ondergronds werken. De orde kent drie graden, I, II en III, waarbij I de hoogste is.
Orden van Oekraïne

Held van Oekraïne (Gouden Ster · van de Natie)

Vrijheid ·
Vorst Jaroslav de Wijze ·
Verdienste ·
Bohdan Chmelnytsky ·
Helden van de Hemelse Honderd ·
Dapperheid ·
Vorstin Olha ·
Daniel van Galicië ·
Dapper Werk in de Mijnen

Oekraïense presidentiële en militaire onderscheidingen

Kruis voor Militaire Verdienste ·
Ivan Mazepa-Kruis ·
Geëerd Beoefenaar van de Kunsten ·
25 jaar onafhankelijkheid ·
Gouden Hart

Ereteken ·
Medaille voor steun aan de Oekraïense strijdkrachten

Zie ook orden, onderscheidingen en medailles van:

Oekraïne (draagvolgorde) · 
Oekraïense Volksrepubliek (Orde van het IJzeren Kruis) · 
 OekSSR (Rode Vlag van de Arbeid)